# اسلوکام (تگزاس)
اسلوکام (به انگلیسی: Slocum) یک منطقهٔ مسکونی در ایالات متحده آمریکا است که در شهرستان اندرسون، تگزاس واقع شده‌است.